# Koizumi Junji
Junji Koizumi (sinh ngày 11 tháng 1 năm 1968) là một cầu thủ bóng đá người Nhật Bản.

## Sự nghiệp câu lạc bộ
Junji Koizumi đã từng chơi cho Yokohama Marinos, Yokohama Flügels và Kawasaki Frontale.

## Thống kê câu lạc bộ

### J.League
| Đội              | Năm       | J.League | J.League | J.League Cup | J.League Cup | Tổng cộng | Tổng cộng |
| Đội              | Năm       | Trận     | Bàn      | Trận         | Bàn          | Trận      | Bàn       |
| ---------------- | --------- | -------- | -------- | ------------ | ------------ | --------- | --------- |
| Yokohama Marinos | 1992      | -        | -        | 9            | 0            | 9         | 0         |
| Yokohama Marinos | 1993      | 27       | 2        | 2            | 0            | 29        | 2         |
| Yokohama Marinos | 1994      | 14       | 0        | 0            | 0            | 14        | 0         |
| Yokohama Marinos | 1995      | 3        | 1        | -            | -            | 3         | 1         |
| Yokohama Flügels | 1995      | 15       | 0        | -            | -            | 15        | 0         |
| Yokohama Flügels | 1996      | 16       | 0        | 5            | 0            | 21        | 0         |
| Tổng cộng        | Tổng cộng | 75       | 3        | 16           | 0            | 91        | 3         |